# Recover Your Soul
Recover Your Soul è un singolo di Elton John pubblicato nel 1998 da Mercury Records in formato CD single, estratto dall'album The Big Picture.

## Il disco
Recover Your Soul è stata composta da Elton John su testo di Bernie Taupin. L'organo conferisce al brano un'atmosfera austera e barocca. Alle chitarre sono presenti Davey Johnstone e John Jorgenson, mentre il basso è suonato da Bob Birch. Alla batteria e alle percussioni si cimenta Charlie Morgan; il tastierista è Guy Babylon; Carol Kenyon e Jackie Rawe si occupano dei cori; infine Paul Clarvis, musicista ospite, suona le tablas.
Nel videoclip della canzone, Elton suona il pianoforte in una chiesa ed è attorniato da angeli (presumibilmente rappresentanti i principali vizi dell'umanità); tutto quindi rispecchia in pieno il testo di Bernie, il cui titolo, alla lettera, significa Recupera La Tua Anima.
Recover Your Soul è stata pubblicata come singolo (quest'ultima versione è però diversa rispetto a quella dell'album, essendo un remix più veloce e con delle aggiunte vocali): ha conseguito una #16 UK e una #55 USA. Del pezzo esiste anche una versione alternativa, mai pubblicata ufficialmente.

## Tracce

### CD single (UK, promo)
1. "Recover Your Soul" - 4:12

1. "Recover Your Soul" - 4:12

### CD single (UK)
1. "Recover Your Soul" (Single Remix) - 4:12
2. "Big Man in a Little Suit" - 4:25
3. "I Know Why I'm in Love" - 4:27
4. "Recover Your Soul" - 5:18

1. "Recover Your Soul" (Single Remix) - 4:12
2. "No Valentines" - 4:08
3. "Recover Your Soul" - 5:13

### CD single (USA, promo)
1. "Recover Your Soul" (Radio Mix) - 4:16
2. "Recover Your Soul" [Radio Mix (w/o vocal intro)] - 4:16

### CD single (USA)
1. "Recover Your Soul" (Single Remix) - 4:12
2. "I Know Why I'm in Love" - 4:27
3. "Big Man in a Little Suit" - 4:25